# Edward Vissers
Edward Vissers (Anversa, 4 luglio 1912 – Anversa, 2 aprile 1994) è stato un ciclista su strada belga.
Professionista dal 1934 al 1942, vinse due tappe al Tour de France, e ottenne un terzo posto al Giro delle Fiandre e uno alla Liegi-Bastogne-Liegi.

## Carriera
Passò professionista nel 1934 dopo alcune stagioni tra gli indipendenti. Nello stesso anno si piazzò terzo al Grote Prijs Stad Vilvoorde, mentre nel 1935 fu secondo al Grote Scheldeprijs. Nel 1936 vinse una tappa al Giro di Svizzera e fu sesto al mondiali professionisti a Berna. Nelle stagioni seguenti concluse tre volte nei primi dieci al Tour de France, corsi con la maglia della Nazionale belga: sesto nell'edizione 1937, vincendo una tappa, quarto nell'edizione 1938 e quinto nell'edizione 1939, con un altro successo di tappa. Fu anche quinto al mondiali professionisti 1938 a Valkenburg, e terzo al Giro delle Fiandre 1939 e alla Liegi-Bastogne-Liegi dello stesso anno.

## Palmarès
- 1936

5ª tappa Giro di Svizzera
- 1937

20ª tappa Tour de France
- 1939

6ª tappa Tour de France
Parigi-Belfort

### Altri successi
- 1934

Grote Prijs van Oostende (criterium)

## Piazzamenti

### Grandi Giri
- Tour de France

1937: 6º
1938: 4º
1939: 5º
- Giro d'Italia

1939: 58º
1940: ritirato

### Classiche monumento
- Giro delle Fiandre

1938: 9º
1939: 3º
1943: 33º
- Liegi-Bastogne-Liegi

1933: 4º
1935: 7º
1938: 8º
1939: 3º

### Competizioni mondiali
- Campionati del mondo

Berna 1936 - In linea Professionisti: 6º
Valkenburg 1938 - In linea Professionisti: 5º